# Hicham Arazi
Hicham Arazi (in arabo هشام أرازي‎?; Casablanca, 19 ottobre 1973) è un ex tennista marocchino.

## Carriera
In carriera ha vinto un titolo in singolare, il Grand Prix Hassan II nel 1997. Nei tornei del Grande Slam ha ottenuto il suo miglior risultato raggiungendo i quarti di finale nel singolare all'Open di Francia nel 1997 e nel 1998 e agli Australian Open nel 2000 e nel 2004.
Ha preso parte a due edizioni olimpiche (Atlanta 1996 e Atene 2004), uscendo in entrambe al primo turno.
In Coppa Davis ha disputato un totale di 44 partite, collezionando 26 vittorie e 18 sconfitte.

## Statistiche

### Singolare

#### Vittorie (1)
| Numero | Anno          | Torneo                           | Superficie  | Avversario in finale | Punteggio     |
| 1.     | 31 marzo 1997 | Grand Prix Hassan II, Casablanca | Terra rossa | Franco Squillari     | 3-6, 6-1, 6-2 |

### Singolare

#### Finali perse (2)
| Numero | Anno           | Torneo                           | Superficie  | Avversario in finale | Punteggio     |
| 1.     | 13 giugno 1999 | Merano Open, Merano              | Terra rossa | Fernando Vicente     | 2-6, 6-3, 6-7 |
| 2.     | 23 aprile 2001 | Monte Carlo Masters, Monte Carlo | Terra rossa | Gustavo Kuerten      | 3-6, 2-6, 4-6 |

### Doppio

#### Finali perse (2)
| Numero | Anno              | Torneo                           | Superficie  | Compagno    | Avversari in finale                | Punteggio     |
| 1.     | 31 marzo 1997     | Grand Prix Hassan II, Casablanca | Terra rossa | Karim Alami | João Cunha e Silva Nuno Marques    | 6-7, 2-6      |
| 2.     | 15 settembre 1997 | Tashkent Open, Tashkent          | Cemento     | Eyal Ran    | Vincenzo Santopadre Vincent Spadea | 4-6, 7-6, 0-6 |